# Diagramme de Ragone

Diagramme de Ragone : densité d'énergie en fonction de la densité de puissance pour quelques systèmes de stockage d'énergie

Le diagramme de Ragone est un graphique utilisé couramment pour comparer les performances des techniques de stockage d'énergie (batteries, piles, accumulateurs électriques, etc).
Il s'agit d'un graphique à axes logarithmiques. La densité massique de puissance (en W/kg par exemple) est tracée en abscisse. La densité massique d'énergie (en J/kg par exemple) est tracée en ordonnée.
Il peut être complété par des lignes transversales (en secondes par exemple) qui indiquent le temps nécessaire à la charge ou la décharge des systèmes de stockage.